# Stephanie Subercaseaux
Stephanie Nathalie Subercaseaux Vergara (Santiago, 23 de marzo de 1984 - Ib., 21 de enero de 2023) fue una ciclista de carreras chilena, que compitió para el equipo femenino UCI Team Illuminate.

## Vida
Hija de Fernando Mario Subercaseaux Amenábar, medio hermano de Julio Subercaseaux, y Lilian del Tránsito Vergara Gutiérrez.
Fue doctora de la Pontificia Universidad Católica de Chile y era especialista en radióloga.

## Carrera
En el 2010 ganó el Ironman de Pucón en su categoría, tras lo cual se empezó a centrar más en el ciclismo.
Participó en el evento de carrera de ruta femenina en el Campeonato Mundial de Ruta UCI del 2018 .
Compitió en el mundial de bicicleta de Bélgica 2021 en las modalidades de contrarreloj individual y carrera de fondo.

## Denuncia de malos tratos
A inicios del 2020 denunció a su pareja, el también ciclista Antonio Cabrera, bicampeón en los Juegos Panamericanos de 2019, de abusos tanto físicos, psicológicos y sexuales.
En abril de 2021 y un año después de que el Ministerio Público no iniciara una investigación porque los hechos “no eran constitutivos de delito”, el abogado de Subercaseaux, Juan Felipe Rojas, interpuso una querella ante el Cuarto Juzgado de Garantía de Santiago, por el delito de violencia intrafamiliar. A raíz de la querella interpuesta a Cabrera, se le suspendió su beca de deportista de alto rendimiento por parte del Instituto Nacional del Deporte y poco después se interpuso una demanda de alejamiento contra Cabrera, quien la quebrantó reiteradas veces.
Durante su participación en el mundial de ciclismo afirmó que recibía presiones para retirar la demanda, cosa que acabó pidiendo a su abogado alegando por su salud emocional.
Subercaseaux sufría de depresión, diagnosticada desde el 2017, cuando los abusos denunciados que recibía de su pareja aumentaron, en el 2022 intentó suicidarse y finalmente se suicidó en Las Condes el 21 de enero de 2023. Tenía 38 años.
Su abogado intentó demandar a la expareja por suicidio femicida pero no se abrirá causa ya que la ley tipifica que esta acción se ha de tomar con el consentimiento de la familia de la víctima, la cual en el caso buscó cerrar página y proceder con su duelo.